# 푸라나 카사파
푸라나 카사파(Purana Kassapa, IAST: Pūrṇa Kāśyapa; 팔리어: Pūraṇa Kassapa)는 기원전 6세기경 마하비라와 석가모니 부처와 동시대에 살았던 인도의 금욕주의 스승이었다.

## 생애
푸라나는 몸이 영혼, 공덕 또는 악덕과 독립적으로 작용한다는 "불작용" 이론(팔리어, 산스그리트어: akiriyāvāda)을 가르쳤다. 팔리어 대장경에서 푸라나는 (금욕주의자 막칼리 고살라와 함께) 공덕의 "원인을 부정하는 자"인 아헤투와딘으로 식별된다.
푸라나의 신념의 예로, 사문과경(DN 2)에는 푸라나가 다음과 같이 말했다고 기록되어 있다.
"...[나는] 행동하거나 다른 사람들에게 행동하게 하거나, 절단하거나 다른 사람들에게 절단하게 하거나, 고문하거나 다른 사람들에게 고문하게 하거나, 슬픔을 주거나 다른 사람들에게 슬픔을 주게 하거나, 괴롭히거나 다른 사람들에게 괴롭히게 하거나, 위협하거나 다른 사람들에게 위협하게 하거나, 생명을 빼앗거나, 주어지지 않은 것을 가져가거나, 집에 침입하거나, 재물을 약탈하거나, 강도질을 하거나, 도로에서 매복하거나, 간통을 하거나, 거짓말을 해도 악을 행하지 않는다. 만약 면도날 같은 원반으로 이 지구상의 모든 생명체를 하나의 살덩이 더미, 하나의 살덩이 더미로 만들더라도 그 원인으로 인한 악은 없고, 악의 도래도 없을 것이다. 비록 누군가가 갠지스강의 오른쪽 둑을 따라가며 죽이고 다른 사람들에게 죽이게 하거나, 절단하고 다른 사람들에게 절단하게 하거나, 고문하고 다른 사람들에게 고문하게 하더라도 그 원인으로 인한 악은 없고, 악의 도래도 없을 것이다. 비록 누군가가 갠지스강의 왼쪽 둑을 따라가며 베풀고 다른 사람들에게 베풀게 하거나, 희생을 하고 다른 사람들에게 희생을 하게 하더라도 그 원인으로 인한 공덕은 없고, 공덕의 도래도 없을 것이다. 관대함, 자제력, 절제, 그리고 진실한 말로도 그 원인으로 인한 공덕은 없고, 공덕의 도래도 없을 것이다."
앙굿따라 니까야 또한 푸라나가 전지전능하다고 주장했다고 기록하고 있다. 법구경 주석은 푸라나가 익사하여 사망했다고 주장한다.

## 같이 보기
- 공덕 (불교)
- 슈라마나
- 사문과경